# Association Sportive Nancy-Lorraine
L'AS Nancy-Lorraine és un club de futbol francès de la ciutat de Nancy.

## Història
El Nancy-Lorraine es fundà l'any 1967. Amb anterioritat existiren a la ciutat els següents clubs:
- 1901: Es funda l'Stade Universitaire Lorrain.
- 1910: Es funda l'US Frontière.
- 1928: L'USF es reanomena Association Sportive Lorraine.
- 1935: El SUL es reanomena Football Club de Nancy, desaparegut el 1965.
- 1967: A partir del club ASL es crea el nou AS Nancy-Lorraine.

L'any 1978 el club va guanyar el seu primer títol, la Copa de França guanyant el Niça a la final per 1-0. A la temporada 2004/05 va quedar líder de la Ligue 2 ascendint a la Ligue 1. Durant la temporada 2007/08 va estar sempre entre els tres primers, però va empatar l'últim partit cedint el tercer lloc al Marsella, i d'aquesta manera el Nancy es va quedar sense Lliga de Campions de la UEFA quan la tenia molt a prop. Des de llavors ha estat un equip de la zona mitjana de la lliga francesa, descendint la temporada 2012-2013 a Ligue 2.

## Palmarès
- 1 Copa francesa de futbol: 1978
- 1 Copa de la Lliga francesa de futbol: 2006
- 5 Lliga francesa de segona divisió: 1975, 1990, 1998, 2005, 2016

## Jugadors destacats
| - Raul Castronovo - Eduardo Flores - Roger Lemerre - Éric Di Meco - Philippe Jeannol - Bruno Martini | - Jean Michel Moutier - Michel Platini - Eric Rabesandratana - Olivier Rouyer - Tony Vairelles - Antal Nagy | - Albert Guðmundsson - Tony Cascarino - Laurent Pokou - Mustapha Hadji - Wilson Oruma - Manuel da Costa | - Ali Boumnijel - Carlos Curbelo - Ruben Umpierrez - Aleksandr Zavarov - Clément Lenglet |

## Entrenadors
- René Pleimelding (1967-1970)
- Antoine Redin (1970-1979)
- Georges Huart (1979-1982)
- Hervé Collot (1982-1984)
- Arsène Wenger (1984-1987)
- Robert Dewilder (1987-1990)
- Aimé Jacquet (1990-1991)
- Marcel Husson (1991)
- Olivier Rouyer (1991-1994)
- László Bölöni (1994-2000)
- Francis Smerecki (2000-2002)
- Moussa Bezaz (2002)
- Pablo Correa (2002-)